# Hrabstwo Queens (Wyspa Księcia Edwarda)
Hrabstwo Queens (ang. Queens County) - jednostka administracyjna kanadyjskiej prowincji Wyspa Księcia Edwarda i obejmująca jej środkową część.
Hrabstwo ma 77 866 mieszkańców. Język angielski jest językiem ojczystym dla 92,6%, francuski dla 2,2% mieszkańców (2011).